# Bocholter Kreuz

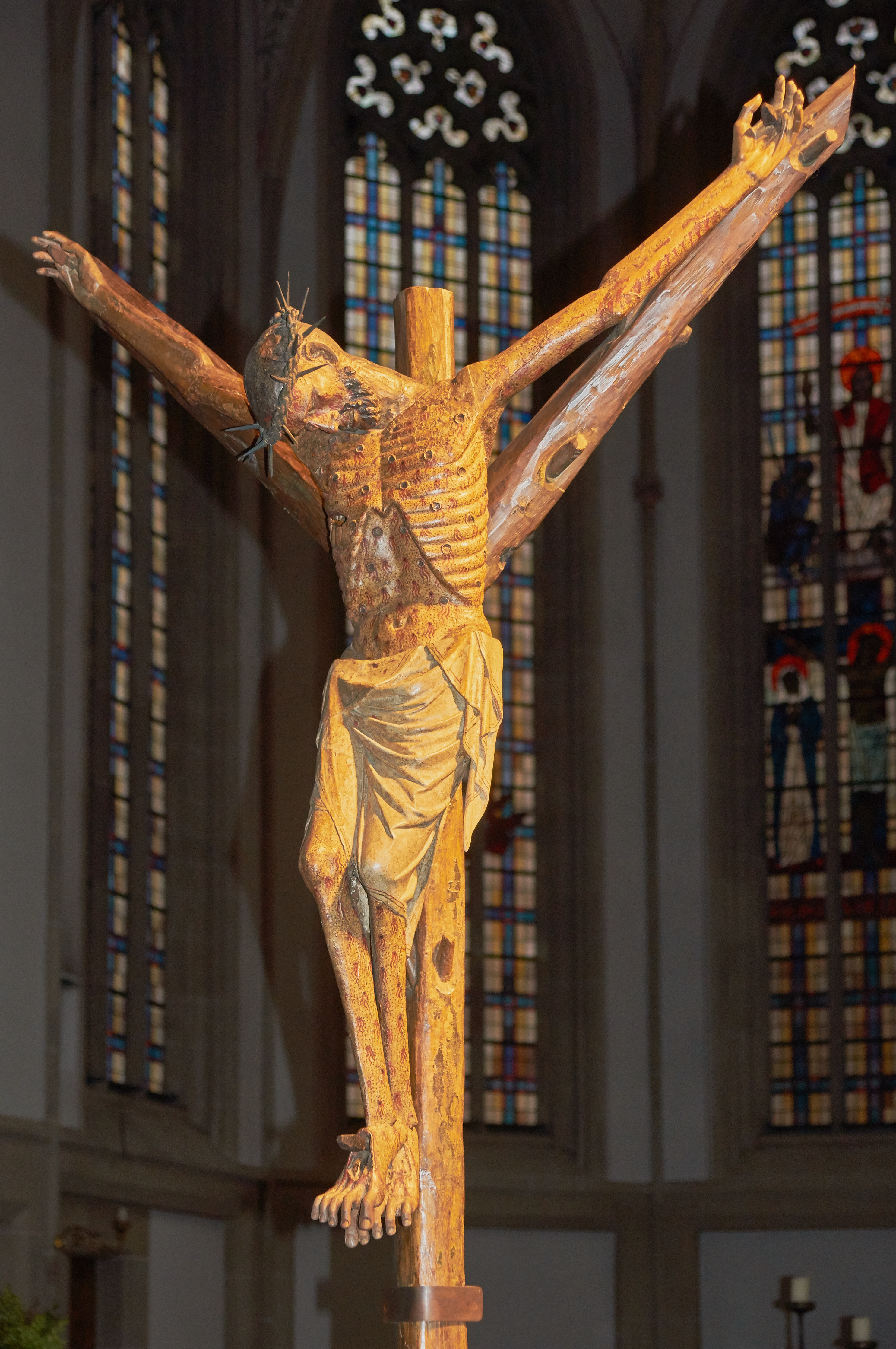
Bocholter Kreuz

Das Bocholter Kreuz ist ein Gabelkruzifix in der St.-Georg-Kirche in Bocholt, Nordrhein-Westfalen, und stammt aus der Zeit des beginnenden 14. Jahrhunderts. Es ist das älteste und bedeutendste Ausstattungsstück dieser Kirche und Zentrum einer heute regionalen Wallfahrt.

## Beschreibung
Das Kreuz wurde nach dem Vorbild des Gabelkreuzes von St. Maria im Kapitol in Köln gefertigt. Die Fassung des Korpus, d. h. die Art und Weise der Darstellung der Geißelwunden, ist nahezu identisch. Es ist aus Tannenholz geschnitzt und 153 cm hoch, wobei die Kreuzarme höher aufragen als der senkrechte Stamm des Kreuzes. Der Stamm überragt das Haupt nur unwesentlich, so dass der Titulus fehlt. Der Korpus ist aus Nussbaum gefertigt und 102 cm hoch, die Spannlänge der Arme beträgt 97 cm. Arme und Kopf sind an- bzw. aufgesetzt. Auf Grund der glatten Schädelkalotte vermutet man eine ursprünglich vorhandene Haar(imitat)perücke. Als Grundierung für die Fassung ist das Kreuz (dessen Korpus) mit Leinwand überzogen. Es ist ausgehöhlt, im Inneren befinden sich vier Reliquien, die nur ungenau oder gar nicht zugeordnet werden können: ein in Seide gewickelter und daher unidentifizierbarer Knochen, zwei menschliche Rippen und ein hellbrauner Stein, vermutlich aus dem Heiligen Land (Berg Golgotha?). Die Aushöhlung ist seit Fertigung des Kreuzes nicht wieder geöffnet worden. Der Kreuzstamm hatte als ursprüngliche Fassung eine grüne Farbe, diese spielt auf die Lebensbaum-Symbolik an. Als Aufbewahrungsort wird durch die Jahrhunderte ein Kreuzaltar genannt. Bei der neogotischen Restaurierung nach 1860 war das Bocholter Kreuz als Teil eines Gnadenstuhles in den Hochaltar integriert. Heute steht es in Nähe des Zelebrationsaltares in einem Sockel.

## Die Wallfahrt
Wann das Kreuz nach Bocholt kam, ist unbekannt. Erste urkundliche Erwähnung ist der Bericht über ein Blutwunder am Ostermontag des Jahres 1315. Nach einer Legende wurde ein Glücksspieler von seiner Mutter gedrängt, dem Spiel zu entsagen, und schwor den Meineid, das ihm gehörende Geld habe er nicht gewonnen. Daraufhin begann aus den Wunden Blut zu strömen und tränkte das Gewand der Mutter. Eine ähnliche Version sagt aus, der Spieler betete um Glück und als dieses ausblieb, verfluchte er die vor dem Kreuz ausgebreiteten Münzen. Daraufhin begann das Kreuz zu bluten und tränkte das Kleid einer zufällig anwesenden Frau. Ein Frauengewand wurde lange Zeit in einem Kasten neben dem Kreuzaltar aufbewahrt; es verbrannte im März 1945. Im Hochmittelalter war das Kreuz mit einer Kreuzvikarie und einem „Licht zu Ehren des Hl. Kreuzes“ dotiert. Zu Kreuzerhöhung fand eine Kreuztracht genannte Prozession statt, zu der auch auswärtige Pilger kamen. Für das 18. Jahrhundert sind Wallfahrer aus dem benachbarten niederländischen Gelderland belegt. Etliche silberne Votivgaben stammen aus dieser Zeit. In der napoleonischen Zeit endete diese Art der Wallfahrt. Im weiteren Verlauf des 19. Jahrhunderts entwickelte sie sich zu der heute noch üblichen Form. Es kamen zwischen Kreuzerhöhung und dem Kirchweihfest der Bocholter Georgskirche im Oktober an einem jeden Sonntag die Pfarreien der umliegenden Dörfer. Seit den 1990er Jahren kommen sie nun alle am Sonntag nach Kreuzerhöhung und opfern eine Votivkerze. Eine weitere Votivkerze spendet die Stadt Bocholt zum Kirchweihfest, dasselbe tun die Teilnehmer der Bocholter Kevelaerwallfahrt sowie das (karnevalistische) Stadtprinzenpaar. Eine Zählung des Verbrauches an Opferlichtern weist eine Zahl von 60.000 Stück im Jahr aus, die allerdings auch vor anderen Bildnissen in St. Georg entzündet werden.

## Restaurierungen und Untersuchungen
Das Bocholter Kreuz ist in den 1960er Jahren in seinen Ursprungszustand des 14. Jahrhunderts zurückversetzt worden. Bis dahin überzog eine weitere Leinwand den Korpus und entschärfte den drastischen Leidensausdruck des Gesichtes und gab ihm ein „mildes Aussehen“. Seit dieser Renovierung ist der Mund beispielsweise wieder geöffnet und lässt erkennen, dass selbst Details wie Zähne aus dem Holz herausgearbeitet worden sind. Der weniger in Augenschein tretende Rücken weist die Dornfortsätze der Wirbelsäule auf. Auch treten die Rippen nun wieder deutlicher hervor. Eine kleinere Renovierung war nach 1945 nötig, da das Kreuz zwar in einem Übertage-Bunker den Brand von St. Georg bei der Bombardierung Bocholts überstand, aber derart ungünstig an der Stahltür des Bunkers lehnte, dass durch Hitze die Zehen des Korpus verbrannten. Die ergänzten Zehen fielen einem Vandalismusschaden von 2013 zum Opfer. Bei diesem Schaden brach man auch einen Teil des Lendenschurzes ab. Beides wurde in Folge wieder rekonstruiert. Eine endoskopische Untersuchung durch die Seitenwunde brachte den bereits erwähnten Reliquienschatz zum Vorschein, eine Computertomografie einigen (inaktiven) Schädlingsbefall; die CT-Aufnahmen zeigen für später eventuell notwendige Transporte Stellen, an denen der Korpus bei Berührung irreparabel beschädigt werden würde.

## Jubiläen
Zum 600-jährigen Kreuzjubiläum im Jahr 1915 gab die Pfarrei ein Andachts- und Gebetbuch mit dem Titel Kreuzesblüten heraus. Das 700-jährige Jubiläum beging die Pfarrei St. Georg u. a. mit einem Pontifikalamt am Ostermontag des Jahres 2015 sowie mit einem geschichtlichen Lichtbildervortrag.